# Antoine Le Métel d'Ouville
Pour les articles homonymes, voir Métel et Ouville (homonymie).
Antoine Le Métel d’Ouville, né vers 1589 à Caen et mort en 1656 à Paris, est un ingénieur, géographe, poète et dramaturge français.

## Biographie
Frère de François Le Métel de Boisrobert, le sieur d’Ouville fit représenter quelques comédies, moins remarquables par la versification que par l’intrigue, entre autres Les Trahisons d’Abhiran, tragi-comédie jouée avec succès en 1637.
On lui doit les nouvelles amoureuses et exemplaires ; Aymer sans sçavoir qui, comédie ; La Coifeuse à la mode, comédie ; Les Fausses Véritez, comédie ; Les Morts vivants, tragi-comédie ; L’Esprit folet, comédie ; La Fouyne de Séville, ou l’Hameçon des bourses ; L’Absent chez soy ; L’Élite des contes ; Les Contes aux heures perdues ou le Recueil de tous les bons mots, réparties, équivoques du sieur d’Ouville ; Jodelet astrologue, encouragé par le succès de Scarron.
On a également sous son nom des Contes (2 vol. in-12), qui sont tirés en partie du Moyen de parvenir et qu’on a attribués à son frère. Il a aussi traduit de l’espagnol en français.

## Œuvres
- Les Trahizons d’Arbiran, tragi-comédie
- Stances a Monseigneur le Cardinal duc de Richelieu…, 1634
- L’Esprit folet, comédie (imitée de Calderón), 1642
- L’Absent chez soy, comédie en 5 actes, en vers, 1643
- Les Contes aux heures perdues du sieur d’Ouville ou Le recueil de tous les bons mots, réparties, équivoques, Paris, Toussainct Quinet, 1643, 543 p. in-8°
- Les Contes aux heures perdues du Sr d’Ouville seconde partie [...], Paris, Toussainct Quinet, 1644
- Les Contes aux heures perdues du Sr d’Ouville, contenant [...] Troisiesme partie, Paris, Toussainct Quinet, 1644
- Les Contes aux heures perdues du Sr d’Ouville, quatriesme et derniere partie, où sont contenus [...], Paris, Toussainct Quinet, 1644
- Les Fausses Infidelitez, comédie en 5 actes, 1643
- La Dame suivante, comédie, 1645
- Jodelet astrologue, comédie en 5 actes, 1646
- Les Morts vivants, tragi-comédie, 1646
- Aymer sans sçavoir qui, comédie, 1647
- La Coifeuse à la mode, comédie, 1647
- Les Soupçons sur les apparences, héroïco-comédie, 1650
- L’Élite des contes du sieur d'Ouville, Paris, Veuve Trabouillet, 1641 [sic pour 1661], 2 vol. in-12°, 455+454 p., rééd. 1669 et 1680

### Traductions
- La Fouyne de Séville, ou l'Hameçon des bourses, Alonso de Castillo Solórzano, 1661
- Histoire de dona Rufine, dite la fameuse courtisane de Séville, Alonso de Castillo Solórzano, 1731
- Les Nouvelles amoureuses et exemplaires, María de Zayas y Sotomayor, 1656

### Éditions récentes
- Théâtre complet, t. I, édition de Monica Pavesio, Classiques Garnier, 2013  (ISBN 978-2812409332) comprend : L’Esprit follet, Les Fausses Vérités, Jodelet astrologue
- Théâtre complet, t. II, édition de Anne Teulade, Classiques Garnier, 2013  (ISBN 978-2812409332) comprend : L’Absent chez soi, Les Trahisons d'Arbiran, Les Soupçons sur les apparences

## Pour approfondir